# Skardstinden
Skardstinden es una parte importante de la cordillera Galdhøpiggen en el noroeste de Jotunheimen, Noruega, y es la sexta cumbre más alta de ese país europeo. La montaña tiene tres cumbres, la cumbre principal de 2.373 metros sobre el nivel del mar, Nale, la aguja, a 2.310 m, y la pequeña cumbre occidental a 2.215 m. Se encuentra ubicado en el municipio de Lom, (en Oppland) en el lado oriental del valle Leirdalen, y la cumbre se puede ver desde la carretera a lo largo del fondo del valle.